# Georg von Giesche

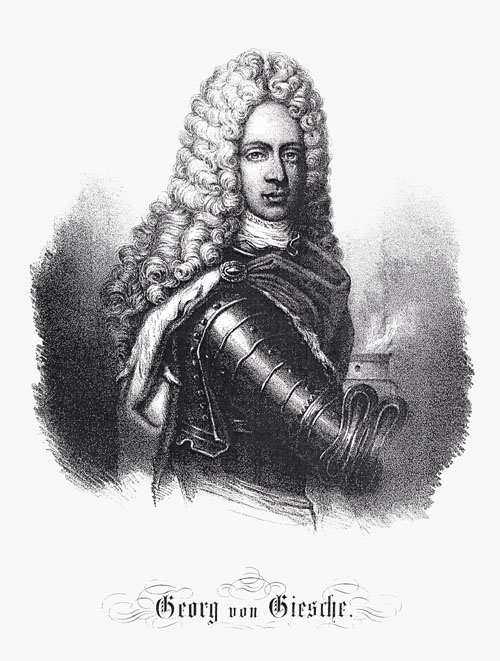
Porträt Georg von Giesches

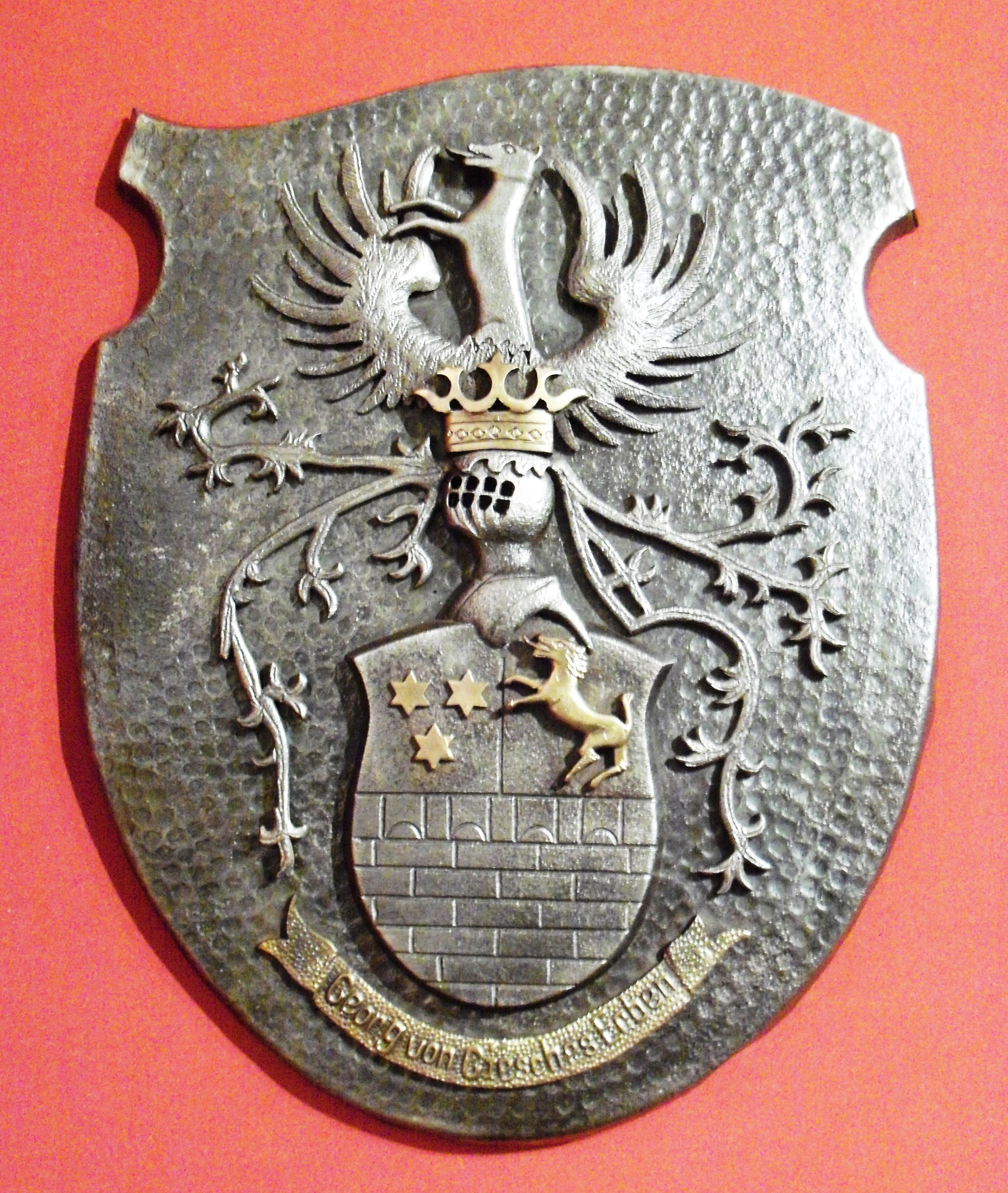
Wappen Georg von Giesches

Georg von Giesche (* 20. Oktober 1653 in Schmortsch, Kreis Breslau, Schlesien; † 26. April 1716 in Breslau) war ein deutscher Kaufmann und Unternehmer.

## Leben
Giesche gründete ein Zink-Handelshaus, das als die Bergbaugesellschaft Georg von Giesche’s Erben zu einem der größten deutschen Unternehmen aufstieg. Er gilt als ein Pionier des schlesischen Zink- und Galmei-Abbaus. Im April 1712 wurde er von Kaiser Karl VI. in den erblichen Ritterstand erhoben.
Von Giesche starb 1716 und wurde in der Breslauer Elisabethkirche beigesetzt.

## Georg-von-Giesche-Schule
In Berlin-Schöneberg wurde am 1. April 1953 die Georg-von-Giesche-Schule als Oberschule Technischen Zweigs (Mittelschule) (OTZ) gegründet, die heute als integrierte Sekundar- und Europaschule besteht. 1970 erfolgte der Umzug der Georg-von-Giesche-Oberschule aus der Elßholzstraße in das 1905 erbaute, bis heute genutzte Schulgebäude an der Ecke Hohenstaufenstraße / Münchener Straße.